# Batyr
Il Batyr (in russo Батыр?) è un fiume della Russia siberiana orientale, affluente di destra della Achtaranda (bacino idrografico del Viljuj). Scorre nel Mirninskij ulus della Sacha-Jacuzia.
Nasce e scorre su tutto il percorso attraverso la regione rilevata dell'altopiano del Viljuj, confluendo poi da destra nel fiume Achtaranda, a 59 km dalla foce. Il maggior affluente è il fiume Chalabys (55 km), proveniente dalla sinistra idrografica.
Come tutti i fiumi della zona è gelato, mediamente, da ottobre a fine maggio.